# Дерна (Лівія)
Дерна (також Дерне, Дарна; араб. درنة) — місто в Лівії, адміністративний центр муніципалітету Дерна. Розташоване на узбережжі Середземного моря, в історичній області Киренаїка.

## Динаміка населення
Населення міста, лівійські араби, швидко збільшується за рахунок високого природного приросту. До початку 1970-х років проживали також італійці.
- 24,4 тис. осіб (1967)
- 62,2 тис. осіб (1984)
- 79,0 тис. осіб (2005)

## Географія
Місто розташоване на підвищеному березі Середземного моря на висоті близько 26—27 м за 252 км на схід від міста Бенгазі. Є адміністративним центром мухафази Дерна. З давніх-давен було портом на Середземному морі. У 1493 році істотно збільшилося після прибуття сюди біженців-мусульман з Іспанії. Нині це великий торговий центр зі збору та продажу цитрусових та інших фруктів. Промисловість представлена виробництвами цементу, борошна, мила тощо. Серед місцевих ремесел виділяється художня металообробка, є і прибережна курортна зона.

## Історія
В середньовіччі Дерну облюбували мусульманські пірати і работорговці (див. Барбарія), які грабували європейські судна до початку XIX століття. У квітні 1805 війська США захопили османську Дерну в ході конфлікту під назвою Перша берберська війна. У 1912—1943 роках місто управлялося Італією (Італійська Лівія). Після 1951 р. у складі Лівійського королівства, з 1969 року Лівійської Республіки, з 1977 по 2011 роки Лівійської Джамахірії, з 2011 року сучасної Лівії.
З кінця жовтня 2014 року місто зайняте угрупованням Ісламської держави (ІДІЛ) в кількості приблизно 800 осіб.
У 2016 році місто було звільнено від терористичної організації ІДІЛ і відтоді перебуває під контролем Ради Шури моджахедів Лівії.
У вересні 2023 року близько чверті міста було знищено катастрофічною повінню, спричиненою обвалом двох дамб над річкою Ваді Дерна на тлі шторму Данієль, що призвело до загибелі щонайменше 11,026 його жителів. Ще близько 100 000 вважаються зниклими безвісти.